# NGC 4948A
NGC 4948A este o galaxie situată în constelația Fecioara. A fost descoperită în  de către Lewis A. Swift.